# Benito Juarez
Benito Juarez de Souza ComMM (Januária, 17 de novembro de 1936 – São Paulo, 3 de agosto de 2020) foi um importante maestro brasileiro, criador do Coral da USP (CORALUSP) e da Banda Sinfônica do Exército. Além disso, foi diretor artístico e regente da Orquestra Sinfônica Municipal de Campinas por 25 anos.

## Biografia
Benito nasceu em Januária, Minas Gerais, em 17 de novembro de 1936. Mudou-se para Belo Horizonte, onde estudou violino e teoria musical na Escola de Formação Musical da PMMG na turma de 1952. Em seguida ingressou na Orquestra Sinfônica da PMMG, como violinista. Ainda em Belo Horizonte, estudou regência com Sérgio Magnani. Em Salvador, participou na década de 50 dos Seminários Livres de Música da Universidade Federal da Bahia (UFBA), especializando-se em regência com Hans-Joachim Koellreutter.
Em 1967, já em São Paulo, Benito Juarez e José Luiz Visconti criaram o Coral Universitário Poli-Enfermagem, a princípio apenas com alunos da Poli e da Enfermagem da USP. Com a abertura do grupo para alunos de outros cursos e para a comunidade, o nome foi alterado para Coral da Universidade de São Paulo (CORALUSP), sendo incorporado à Reitoria da USP em março de 1971. Benito permaneceu na direção artística do CORALUSP até 2009. Seus filhos Tiago Pinheiro e  André Juarez levam adiante o seu trabalho, regendo dois grupos do CORALUSP.
Em 1970, a Universidade Estadual de Campinas estava em plena efervescência com a implantação dos novos institutos definidos no ano anterior. Em junho, Koellreutter foi convidado a implantar o Departamento de Música, um embrião do que viria a ser o Instituto de Artes (IA). Benito Juarez foi convidado em 15 de setembro para também participar deste trabalho, ficando responsável pela implantação de um coro universitário. As atividades do novo Coral Unicamp tiveram início no ano seguinte, em 29 de abril de 1971; o concerto inaugural, em 16 de novembro do mesmo ano, marcou o início da produção própria do IA. Benito permaneceu à frente do grupo até 1980, quando passou a direção à sua assistente Adriana Giarola Kayama.
Em abril de 1972, Benito saiu em turnê de quase um mês pelos Estados Unidos com o CORALUSP, para o III Festival Internacional de Coros Lincoln Center, apresentando-se em Nova York (Lincoln Center), Washington (Casa Branca) e em escolas e universidades nos estados americanos de Massachussets, New Hampshire, Vermont, Virgínia e Maryland. Considerado pelo New York Times o favorito do público, o coral acabou sendo convidado para uma turnê pela Europa no ano seguinte. Na turnê europeia de novembro de 1973, ele e o CORALUSP passaram por 13 países, entre os quais Inglaterra, Portugal, Alemanha, Itália, Sérvia e Bélgica.
Em 1974, a Orquestra Sinfônica Municipal de Campinas (OSMC) foi reativada, e em 1975 Benito foi convidado para ser seu regente e diretor artístico. Ele permaneceu à frente da orquestra por 25 anos, até janeiro de 2001.
Em julho de 1975, a Orquestra de Câmara de Campinas e o Coral da UNICAMP, regidos pelo maestro Benito Juarez, se apresentaram no Festival de Inverno de Campos do Jordão. A partir de então, Benito retornaria à cidade com frequência para participar de outras edições do Festival. Em uma dessas ocasiões, o entusiasmo da plateia foi tanto que o regente precisou retornar ao palco 14 vezes para o "bis", o que lhe rendeu o apelido de "Santos Dumont".
Em 1979, saiu com o CORALUSP em excursão por quatro países do continente africano: Costa do Marfim, Togo, Gana e Nigéria. Apresentaram-se em universidades e teatros das cidades de Abdijan, Lomé, Accra, Lagos e Ifê, em missão cultural da USP junto a países do continente africano.
Em 16 de abril de 1984, participou com a OSMC da histórica manifestação pelas Diretas Já no Anhangabaú, em São Paulo, regendo o Hino Nacional Brasileiro.
Em 2002, convidado pela Fundação Cultural Exército Brasileiro, fundou a Banda Sinfônica do Exército e foi seu regente titular e diretor artístico musical.
Benito morreu enquanto dormia, na madrugada de 3 de agosto de 2020, na clínica de repouso em São Paulo onde vivia havia dois anos. De acordo com sua filha Carmina, seu corpo foi cremado e as cinzas serão jogadas no rio São Francisco, em Januária, a pedido dele. O prefeito de Campinas decretou luto oficial de três dias na cidade.

### Vida pessoal
Benito foi casado com a pianista e musicista Elizabeth Rangel Pinheiro de Souza, e tiveram cinco filhos: Carmina (cantora e psicanalista), André Juarez (vibrafonista) e Tiago Pinheiro (clarinetista), ambos regentes do CORALUSP, Felipe de Souza (violinista, arranjador e produtor) e Mateus Pinheiro de Souza (psiquiatra e psicanalista).

### Legado
Uma das características mais marcantes de sua longa trajetória musical foi a preocupação constante com a popularização da música orquestral e coral. Benito sempre procurou quebrar as barreiras entre o erudito e o popular, executando com suas orquestras e corais inúmeros arranjos de MPB e outros estilos tipicamente brasileiros. Como coordenador do Departamento de Música da Unicamp, Benito promoveu a criação do Curso de Música Popular, primeiro do gênero no Brasil, oferecido já a partir de 1989. Com a Sinfônica de Campinas, fez concertos ao lado de músicos populares, como Egberto Gismonti (1980), Hermeto Pascoal, Francis Hime (1988), Gilberto Gil (1991), Milton Nascimento (1994), e Chitãozinho & Xororó (1998).
Benito também se destacou na promoção de compositores eruditos nacionais, executando e gravando obras de Carlos Gomes, Francisco Braga, a integral dos concertos para piano de Villa-Lobos, Alberto Nepomuceno, Camargo Guarnieri, além de compositores contemporâneos como Rogério Duprat, Raul do Valle e Almeida Prado.

## Premiações e títulos
- 1973 - Troféu APCA de melhor regente;[11]
- 1975 - Troféu APCA de melhor regente;[18]
- 1976 - Grande Prêmio da Crítica, a mais alta honraria concedida pela APCA aos músicos do país e, pela primeira vez, atribuída a um regente;[15]
- 1977 - Troféu APCA de melhor regente;[18]
- 1994 - Condecorado com a Medalha do Pacificador pelos serviços prestados ao Exército Brasileiro, conforme Portaria Ministerial nº 546, de 21 de outubro;[19]
- 1996 - Prêmio "Maestro Eleazar de Carvalho", como o melhor regente do país, outorgado pelo Ministério da Cultura do Brasil;[15]
- 1998 - Recebe o grau de Comendador na Ordem do Mérito Militar, do Presidente Fernando Henrique Cardoso;[20][15]
- 2008 - Troféu APCA de Melhor Projeto Musical Erudito, à frente da Banda Sinfônica do Exército;[21]
- 2009 - Promovido ao grau de Grande oficial da Ordem do Mérito Militar pelo Presidente Luiz Inácio da Silva por decreto de 23 de março, como reconhecimento por sua brilhante carreira;[3]
- 2019 - Homenageado com a medalha "90 Anos OSMC" pela Orquestra Sinfônica Municipal de Campinas (entregue ao seu filho, o músico André Juarez);[15]

## Discografia

### com a OSMC[22]
- 1978 - Sonata em Ré, de Carlos Gomes; Abertura Cidade de Campinas, e Amém, ambos de Almeida Prado (LP)
- 1978 - A Noite do Castelo, de Carlos Gomes; gravada ao vivo (LP)
- 1982 - Poema Sinfônico A Geração do Século XXI; e As Quatro Estações Irmãs, ambos de Rogério Duprat (LP brinde da Transbrasil)
- 1984 - Cinco concertos para piano e orquestra, de Villa-Lobos - Fernando Lopes ao piano (4 LPs)
- 1985 - Sinfonia dos Orixás, de Almeida Prado (LP)
- 1986 - Tributo a Carlos Gomes: trechos de Il Guarany, Salvator Rosa, Lo Schiavo, Condor, e Fosca (LP)
- 1993 - Sinfonia em sol menor, de Alberto Nepomuceno; Sinfonia nº 2, de Camargo Guarnieri (CD)
- 1997 - A Noite do Castelo, de Carlos Gomes; relançamento em CD da gravação de 1978 (2 CDs)
- 1998 - Episódio Sinfônico, de Francisco Braga; Tributo a Portinari, de Guerra-Peixe; Reisado do Pastoreio, de Oscar Lorenzo Fernández; Congada, de Francisco Mignone; Dança de Negros, de Frutuoso Viana; Amém, de Almeida Prado (CD)